# منسیدائو
منسیدائو (به پرتغالی: Mansidão) یک منطقهٔ مسکونی در برزیل است که در باهیا واقع شده‌است. منسیدائو ۱۳٬۷۳۴ نفر جمعیت دارد.